# Bame
El Bame fue un equipo de fútbol de Liberia que alguna vez jugó en la Premier League de Liberia, la liga de fútbol más importante del país.

## Historia
Fue fundado en el año 1934 en la capital Monrovia y fue el primer equipo de fútbol de Liberia, así como uno de los equipos fundadores de la Premier League de Liberia en la temporada de 1956.
A pesar de ello, el Bame nunca pudo ganar el título de la máxima categoría, a pesar de ser un club que pasó toda su historia en la Premier League de Liberia hasta su desaparición en 1997 por razones financieras.
A nivel internacional participó en un torneo continental, en la Copa Africana de Clubes Campeones 1975, en la cual fueron eliminados en la primera ronda por el Lomé I de Togo.

## Participación en competiciones de la CAF
| Temporada | Torneo                            | Ronda | Club   | Casa | Visita | Global |
| --------- | --------------------------------- | ----- | ------ | ---- | ------ | ------ |
| 1975      | Copa Africana de Clubes Campeones | 1     | Lomé I | 0-1  | 1-3    | 1-4    |